# Hippolyte Pixii

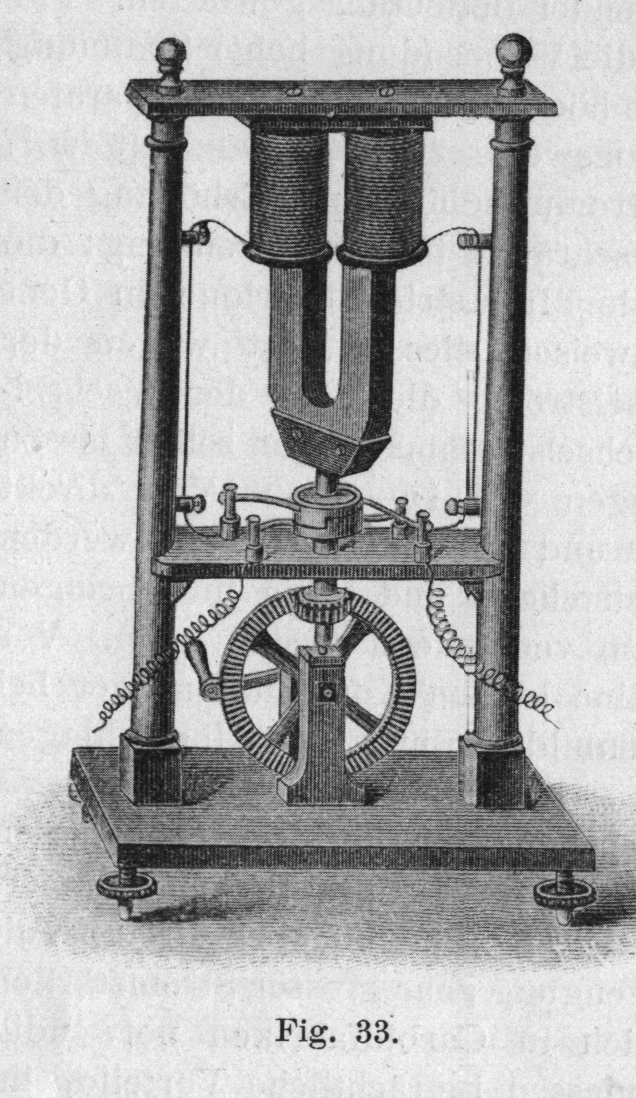
Pixiis tidiga alternator.

Hippolyte Pixii, född 1808 i Paris, död där 1835, var en fransk instrumentmakare. År 1832 byggde han en tidig form av växelströmsgenerator, baserat på principen om elektromagnetisk induktion som upptäckts av Michael Faraday. Pixiis enhet var en spinnmagnet som drivs av en handväxel, där norra och södra polerna passerade över en spole med en järnkärna. En strömpuls producerades varje gång en pol passerade över spolen. Han fann också att den nuvarande riktningen förändrades när nordpolen passerade över spolen efter sydpolen. Senare, på förslag av André-Marie Ampère, erhölls andra resultat genom införande av en kommutator som producerade en pulserande likström. Vid den tiden var likström föredragen för växelström. Fastän Pixii inte fullt ut förstod elektromagnetisk induktion ledde hans enhet till att mer sofistikerade enheter konstruerades.